# Południowoeuropejski Teatr Działań Wojennych
Południowoeuropejski Teatr Działań Wojennych (PdE TDW) – teatr działań wojennych; jeden z rejonów traktatowych Sojuszu Północnoatlantyckiego.

## Charakterystyka
Południowoeuropejski Teatr Działań Wojennych był częścią Europejskiego Teatru Wojny i obejmował terytorium Włoch, Grecji i Turcji (od 1952), Morze Marmara i południową część Morza Czarnego oraz Morze Śródziemne. Pozwalał kontrolować szlaki morskie na kierunku Morza Śródziemnego i Oceanu Atlantyckiego, wywierać naciski i kontrolować sytuację na Bliskim Wschodzie, wykonać uderzenia na skrzydła sił zbrojnych Układu Warszawskiego oraz blokować radziecką Flotę Czarnomorską przed wyjściem i rozwinięciem swoich sił poza Morze Czarne.

Znajdowały się na nim najsłabiej gospodarczo rozwinięte kraje Sojuszu, a ich terytoria  miały słabsze powiązania geograficzne w porównaniu z innymi teatrami. Geologiczne ukształtowanie regionu śródziemnomorskiego (wyspy, archipelagi, masywy górskie) z jednej strony – utrudniały prowadzenie zaczepnych działań wojennych, zaś z drugiej – umożliwiały kontrolę sytuacji w rejonie i organizację obrony.

## Wojska

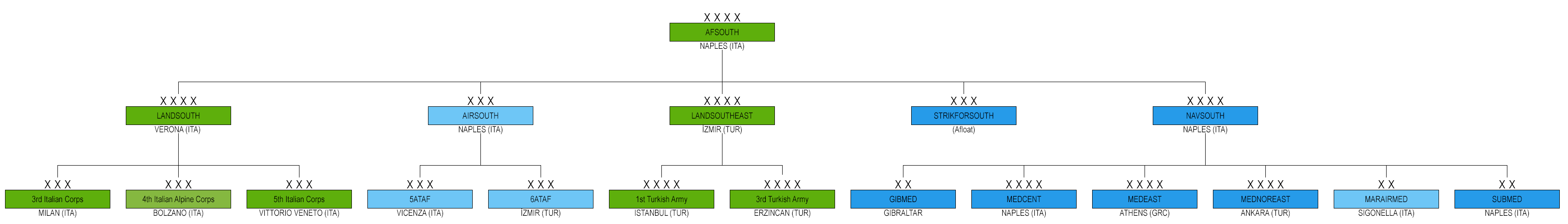
NATO AFSOUTH 1989

Na czele wojsk Południowoeuropejskiego Teatru Działań Wojennych stało Dowództwo Połączonych Sił Sojuszniczych Europy Południowej AFSOUTH  mające swoją siedzibę w Neapolu we Włoszech. Wojska teatru składały się z kontyngentów Włoch, Grecji, Turcji, USA i Wielkiej Brytanii.

Włoskie wojska operacyjne rozmieszczone w północnej części Włoch podlegały Dowództwu Połączonych Sił Lądowych Europy Południowej LANDSOUTH. Były to: 3 Korpus Armijny w Mediolanie, 4 Korpus Armijny w Bolzano oraz 5 Korpus Armijny w Vittorio Veneto. Ich zadaniem była obrona zachodniej części południowej flanki NATO, a także niedopuszczenie do przerwania i oddzielenia teatru Południowego od Centralnego. Dowództwu Połączonych Sił Lądowych Południowo-Wschodniej Europy LANDSOUTHEAST podlegały trzy tureckie armie polowe. Grecja posiadała jedną armię polową, w skład której wchodziły cztery korpusy armijne. Ogółem, wojska lądowe na tym teatrze liczyły około 970000 żołnierzy i tworzyły 35 dywizji, 55 samodzielnych brygad i 12 samodzielnych pułków.

Dowództwu Połączonych Sił Powietrznych Południowej Europy AIRSOUTH podlegały dwa ugrupowania lotnicze: 5 Połączone Taktyczne Siły Powietrzne w Vicenza oraz 6 Połączone Taktyczne Siły Powietrzne w Izmirze. W sumie liczyły one około 350 samolotów bojowych, w tym 36 nosicieli broni jądrowej. W skład lotnictwa myśliwsko-uderzeniowego wchodziło około 160 samolotów typu A-7H Corsair II, F-104G, F-5A i F-5B, F-4E Phantom, Mirage F-1CG. Ich głównym zadaniem było wsparcie wojsk lądowych oraz utrzymanie panowania w powietrzu we wschodniej części Morza Śródziemnego oraz w rejonie cieśnin Bosfor i Dardanele.